# 638 Мойра
638 Мойра (638 Moira) — астероїд головного поясу, відкритий 5 травня 1907 року Джоелем Хастінґсом Меткалфом у Тонтоні, Массачусетс.